# Čečehov
Čečehov es un municipio del distrito de Michalovce en la región de Košice, Eslovaquia, con una población estimada a final del año 2024 de 388 habitantes.
Se encuentra ubicado al noreste de la región, en la cuenca hidrográfica del río Bodrog (afluente derecho del Tisza) y cerca de la frontera con la región de Prešov, Ucrania y Hungría.

## Demografía
| Año        | 1994 | 2004     | 2014    | 2024    |
| ---------- | ---- | -------- | ------- | ------- |
| Población  | 273  | 341      | 372     | 388     |
| Diferencia |      | +24,90 % | +9,09 % | +4,30 % |

| Año        | 2023 | 2024 |
| ---------- | ---- | ---- |
| Población  | 388  | 388  |
| Diferencia |      | +0 % |